# Hylaeus pictulus
Hylaeus pictulus là một loài Hymenoptera trong họ Colletidae. Loài này được Michener mô tả khoa học năm 1965.